# 阿多古川
阿多古川（あたごがわ）は、静岡県浜松市天竜区を流れる天竜川水系の一級河川。

## 地理
鳶ノ巣山東方の浜松市天竜区熊付近にある、いくつかの沢に源を発する。おおむね静岡県道9号天竜東栄線に沿って旧天竜市内の山間地域を流れ、浜松市天竜区渡ケ島で天竜川に合流する。
清流で知られ、平成の名水百選にも選定されている。浜松市中心部から比較的距離が近いこともあり、渓流釣りや水遊び、キャンプ等のレジャースポットとして人気がある。上流部に石神の里、道の駅くんま水車の里がある。

## 主な支流
- 西阿多古川 - 静岡、愛知県道9号沿いを流れ比較的穏やかな川
- 東阿多古川 - 水温や水質が西よりも良く釣りの名所として知られている。かなり険しく瀬戸淵などの淵が多くあり、昔話などがある（伝説）。